# Великодушність
Великодушність — чеснота, зовнішніми проявами якої є відсутність злопам'ятності, поблажливість, готовність безкорисливо поступитися своїми інтересами в ім'я більшої мети. Великодушність дозволяє боротися проти заздрості і скнарості.